# 可樂麗
可乐丽株式会社是日本的一家化工公司，主要生产樹脂和纤维製品。

## 历史
其历史可以追溯到1926年（大正15年）大原孫三郎在冈山县倉敷市创立的「倉敷絹織株式会社」。它在1963年（昭和38年）开始使用商标“可乐丽”，1970年（昭和45年）公司改现名。